# Jaimie Alexander
Jaimie Alexander, születési nevén Jaimie Lauren Tarbush (Greenville, Dél-Karolina, 1984. március 12. –) amerikai színésznő.

## Fiatalkora
Jaimie Alexander Dél-Karolinában született, de négyéves korában Grapevineba (Texas) költöztek. Már az általános iskolában szerepelt színdarabban, ám a gimnáziumban kitették a szűrét a színjátszókörből, mert nem tudott énekelni. Így hát belépett helyette a birkózócsapatba.

## Pályafutása
2003-ban tűnt fel először a filmvásznon a The Other Side című kisköltségvetésű film főszereplőjeként, majd a következő évben a Squirrel Trap című filmben. 2005-ben a Felhőtlen Philadelphia című televíziós sorozat első évadának 3. epizódjában is kapott egy kisebb szerepet. A Veszélyes szerelem című sorozatban 58 részen át alakította Caitlin Porter-t. 2007 és 2009 között ő volt Jessi a Kyle, a rejtélyes idegen című misztikus sorozatban.
Az áttörés a 2011-es Marvel-film, a Thor jelentette, amelyben ő volt Sif úrhölgy Asgard-ból, Thor barátja és harcostársa. 2013-ban együtt játszhatott Arnold Schwarzeneggerrel az Erőnek erejével című akciófilmben, majd ismét Sif ruháját öltötte magára a Thor folytatásában (Thor: Sötét világ) és A S.H.I.E.L.D. ügynökei sorozatban. 2015-ben négy epizód erejéig láthattuk a Krízisben. Ugyanebben az évben egy újabb sorozat főszerepét kapta meg, Rejtjelek címmel.

## Filmográfia

### Film
| Év   | Magyar cím                    | Eredeti cím                 | Szerep         | Magyar hang       |
| ---- | ----------------------------- | --------------------------- | -------------- | ----------------- |
| 2004 |                               | Squirrel Trap               | Sara           |                   |
| 2006 |                               | The Other Side              | Hanna Thompson |                   |
| 2006 | Pihenő a pokolban             | Rest stop                   | Nicole Carrow  | Csondor Kata      |
| 2007 | Míg felkel a nap              | Hallowed Ground             | Liz Chambers   | Huszárik Kata     |
| 2010 | Szerelem és más drogok        | Love & Other Drugs          | Carol          | Nádorfi Krisztina |
| 2011 | Thor                          | Thor                        | Lady Sif       | Balogh Anna       |
| 2012 | Bingo, zsebesnek áll a világ  | Loosies                     | Lucy Atwood    | Földes Eszter     |
| 2013 | Thor: Sötét világ             | Thor: The Dark World        | Lady Sif       | Balogh Anna       |
| 2013 |                               | Savannah                    | Lucy Stubbs    |                   |
| 2013 | Elveszve Marokkóban           | Collision                   | Taylor Dolan   | Bánfalvi Eszter   |
| 2013 | Erőnek erejével               | The Last Stand              | Sarah Torrance | Pálmai Anna       |
| 2016 |                               | Broken Vows                 | Tara           |                   |
| 2018 | Londoni pálya                 | London Fields               | Hope Clinch    |                   |
| 2022 | Thor: Szerelem és mennydörgés | Thor: Love and Thunder      | Lady Sif       | Balogh Anna       |
| 2022 | A nyoma vesztett              | Last Seen Alive             | Lisa Spann     | Bánfalvi Eszter   |
| 2022 | A perc, amikor holtan ébredsz | The Minute You Wake Up Dead | Delaine Moore  | Pap Katalin       |

### Televízió
| Év        | Magyar cím               | Eredeti cím                       | Szerep            | Megjegyzések                                                                             |
| --------- | ------------------------ | --------------------------------- | ----------------- | ---------------------------------------------------------------------------------------- |
| 2005      | Felhőtlen Philadelphia   | It's Always Sunny in Philadelphia | Tammy             | 1 epizód                                                                                 |
| 2006      | Túsztárgyalók            | Standoff                          | Barrista          | 1 epizód                                                                                 |
| 2006–2007 | Veszélyes szerelem       | Watch Over Me                     | Caitlin Porter    | - főszereplő - magyar hangja:[forrás?] - Solecki Janka                                   |
| 2007–2009 | Kyle, a rejtélyes idegen | Kyle XY                           | Jessi             | főszereplő                                                                               |
| 2009      | Dr. Csont                | Bones                             | Molly Briggs      | 1 epizód                                                                                 |
| 2009      | CSI: Miami helyszínelők  | CSI: Miami                        | Jenna York        | 1 epizód                                                                                 |
| 2011      | Jackie nővér             | Nurse Jackie                      | Tunie Peyton      | 3 epizód                                                                                 |
| 2011      | Kettős ügynök            | Covert Affairs                    | Reva Kline        | 2 epizód                                                                                 |
| 2012      | Észlelés                 | Perception                        | Nicky Atkins      | 1 epizód                                                                                 |
| 2014      |                          | Under the Gunn                    | önmaga            | 1 epizód                                                                                 |
| 2014–2015 | A S.H.I.E.L.D. ügynökei  | Agents of S.H.I.E.L.D.            | Lady Sif          | - 2 epizód - magyar hangja:[forrás?] - Balogh Anna (1. évad) - Bánfalvi Eszter (2. évad) |
| 2015      | Krízisben                | The Brink                         | Gail Sweet        | mellékszereplő                                                                           |
| 2015–2020 | Rejtjelek                | Blindspot                         | Jane Doe          | - főszereplő - magyar hangja:[forrás?] - Kéri Kitty                                      |
| 2021      | Loki                     | Loki                              | Lady Sif          | - 1 epizód - magyar hangja: - Balogh Anna                                                |
| 2021      | Mi lenne, ha…?           | What If...?                       | Lady Sif (hangja) | - 2 epizód - magyar hangja: - Balogh Anna                                                |